# 3-Aminoacridine
3-Aminoacridine là một aminoacridine.